# Rożyńsk Wielki (Prostki)
Rożyńsk Wielki [ˈrɔʐɨɲsk ˈvjɛlki] (deutsch Groß Rosinsko, 1938–1945 Großrosen) ist ein Dorf in der polnischen Woiwodschaft Ermland-Masuren und gehört zur Landgemeinde Prostki (Prostken) im Kreis Ełk (Lyck).

## Geographische Lage
Rożyńsk Wielki liegt im Südosten der Woiwodschaft Ermland-Masuren unweit der einstigen deutsch-polnischen Grenze (heute Grenze zur Woiwodschaft Suwałki). Im Nordosten des Dorfes befindet sich der früher so genannte Soldaten-Berg, im Osten der Jezioro Dybowskie (Dybower See bzw. Diebauer See). Die ehemalige Kreisstadt Johannisburg (polnisch: Pisz) ist 29 Kilometer, das heutige Powiatzentrum Ełk (Lyck) 17 Kilometer entfernt.

## Geschichte
Das alte und einst Roßinsken genannte Kirchdorf wurde im Jahre 1471 gegründet. Nach 1540 wurde der Ort Roschinsken genannt, danach hieß er bis 1938 Groß Rosinsko.
Am 8. April 1874 wurde Groß Rosinsko Amtsdorf und namensgebend für den Amtsbezirk Rosinsko.
Im Jahre 1910 waren in Groß Rosinsko 561 Einwohner gemeldet. Ihre Zahl verringerte sich bis 1933 auf 538 und belief sich 1939 noch auf 496.
Aufgrund der Bestimmungen des Versailler Vertrags stimmte die Bevölkerung im Abstimmungsgebiet Allenstein, zu dem Groß Rosinsko gehörte, am 11. Juli 1920 über die weitere staatliche Zugehörigkeit zu Ostpreußen (und damit zu Deutschland) oder den Anschluss an Polen ab. In Groß Rosinsko stimmten 360 Einwohner für den Verbleib bei Ostpreußen, auf Polen entfiel keine Stimme.
Aus politisch-ideologischen Gründen mit der Absicht, fremdländisch klingende Ortsnamen aufzugeben, erhielt Groß Rosinsko am 3. Juni (amtlich bestätigt am 16. Juli) des Jahres 1938 die Umbenennung in „Großrosen“. 
In Kriegsfolge kam das Dorf 1945 mit dem südlichen Ostpreußen zu Polen, und seither trägt es die polnische Namensform „Rożyńsk Wielki“. Bis 1954 war der Ort Sitz der Gmina Różyńsk Wielki. Heute ist das Dorf Sitz eines Schulzenamtes (polnisch: Sołectwo) und eine Ortschaft innerhalb der Landgemeinde Prostki, nun im Powiat Ełcki gelegen, bis 1998 der Woiwodschaft Suwałki, seitdem der Woiwodschaft Ermland-Masuren zugehörig.

## Kirche

### Kirchengebäude
Eine aus dem 16. Jahrhundert stammende Holzkirche wurde im Jahre 1894 abgerissen. Auf einem Hügel am Bach errichtete man 1889 bis 1892 eine neugotische Backsteinkirche mit vorgesetztem Turm. Der dreiflügelige Altar von 1662 befindet sich heute im Skansen-Freilichtmuseum in Olsztynek (Hohenstein) in der Nachbildung der Dorfkirche Reichenau. Mehr als 400 Jahre war die Kirche in Groß Rosinsko ein evangelisches Gotteshaus. Nach dem Kriege wurde es der Römisch-katholischen Kirche übereignet, die es jetzt als Pfarrkirche nutzt, die dem St. Stephanus geweiht ist.

### Kirchengemeinde
Die Kirchengemeinde Rosinsko bestand bereits in vorreformatorischer Zeit, bereits Mitte des 16. Jahrhunderts fanden hier jedoch lutherische Gottesdienste statt. Anfangs war das evangelische Kirchspiel eine Filialgemeinde von Drygallen (1938 bis 1945: Drigelsdorf, polnisch: Drygały). Bis 1945 gehörte die dann selbständige Pfarrei mit ihren 2.953 Gemeindegliedern (1926) zum Kirchenkreis Johannisburg in der Kirchenprovinz Ostpreußen der Kirche der Altpreußischen Union. Die nur wenigen katholischen Kirchenglieder waren in die Kirche in Lyck im Bistum Ermland eingepfarrt.
Heute lebt in Rożyńsk Wielki eine überwiegend katholische Bevölkerung. Das einstige evangelische Gotteshaus ist heute deren Pfarrkirche. Sie gehört zum Dekanat Biała Piska (Bialla, 1938 bis 1945 Gehlenburg) im Bistum Ełk der Katholischen Kirche in Polen. Hier lebende evangelische Kirchenglieder gehören jetzt zur Kirchengemeinde Biała Piska (Bialla, 1938 bis 1945 Gehlenburg), einer Filialgemeinde der Pfarrei in Pisz (Johannisburg) in der Diözese Masuren der Evangelisch-Augsburgischen Kirche in Polen.

## Verkehr

### Straße
Rożyńsk Wielki liegt an einer Nebenstraße, die Rakowo Małe (Köllmisch Rakowen, 1938 bis 1945 Köllmisch Rakau) an der Woiwodschaftsstraße 667 mit Rogale Wielkie (Groß Rogallen) und Skarżyn (Skarzinnen, 1938 bis 1945 Richtenberg) verbindet. Innerorts kreuzt eine untergeordnete Landstraße, die von Taczki (Tatzken) nach Dmusy (Dmussen, 1938 bis 1945 Dimussen) führt.

### Schiene
Rożyńsk Wielkie verfügt über keinen direkten Bahnanschluss. Die nächste Bahnstation Bajtkowo (Baitkowen, 1938 bis 1945 Baitenberg) ist acht Kilometer entfernt und liegt an der Bahnstrecke Olsztyn–Ełk (Allenstein–Lyck) der Polnischen Staatsbahn (PKP).